# Hurley (Dacota do Sul)
Hurley é uma cidade localizada no estado norte-americano de Dacota do Sul, no Condado de Turner.

## Demografia
Segundo o censo norte-americano de 2000, a sua população era de 426 habitantes.
Em 2006, foi estimada uma população de 398, um decréscimo de 28 (-6.6%).

## Geografia
De acordo com o United States Census Bureau tem uma área de
1,6 km², dos quais 1,6 km² cobertos por terra e 0,0 km² cobertos por água.

## Localidades na vizinhança
O diagrama seguinte representa as localidades num raio de 20 km ao redor de Hurley.